# Roberto de Mattei
Roberto de Mattei (Roma, 21 febbraio 1948) è uno storico italiano.
I suoi studi riguardano principalmente la storia europea tra il XVI e il XX secolo, con particolare riguardo alla storia delle idee religiose e politiche. Cattolico tradizionalista, è noto per le sue posizioni antievoluzioniste, pubblicizzate anche in ambiti istituzionali, per la sua critica al relativismo e alle linee di pensiero affermatesi nella Chiesa cattolica dopo il Concilio Vaticano II.

## Studi e incarichi accademici
Figlio del barone Rodolfo de Mattei, ha studiato a Roma presso l'Istituto dei Gesuiti Massimiliano Massimo, si è laureato in storia contemporanea presso la facoltà di Scienze politiche dell'Università la Sapienza di Roma, ed è stato allievo e assistente ordinario del filosofo della politica Augusto Del Noce e dello storico Armando Saitta presso la stessa Facoltà.,
Tra gli incarichi accademici ricoperti figurano le cattedre di Storia Moderna presso la Facoltà di Lettere dell'Università di Cassino dal 1985 al 2005 e di Storia moderna e Storia del cristianesimo presso l'Università Europea di Roma, istituto dei legionari di Cristo, dov'è stato anche coordinatore del corso di laurea in Scienze storiche, dal 2005 al 2015, quando poi è andato in pensione.
Dal febbraio 2002 al maggio 2006 ha avuto l'incarico di consigliere per le questioni internazionali del Governo Berlusconi II e III. Tra il 2004 e il 2007, e di nuovo a partire dal 2008 fino al 2011, è stato vicepresidente del Consiglio Nazionale delle Ricerche, con delega per il settore delle scienze umane.
È inoltre presidente della Fondazione Lepanto, è stato membro dei consigli direttivi dell'Istituto Storico Italiano per l'Età Moderna e Contemporanea e della Società Geografica Italiana. Ha collaborato inoltre con il Pontificio comitato di scienze storiche. È direttore del mensile Radici Cristiane e dell'agenzia stampa Corrispondenza Romana e ha diretto (2002-2014) la rivista di storia contemporanea Nova Historica. Ha collaborato con Radio Maria fino al 2014, quando Padre Livio ha deciso il suo allontanamento e la chiusura della rubrica Radici Cristiane.

## Prese di posizione e controversie

### Contro l'Unione Europea e la disgregazione degli stati nazionali
Nel 1992, in una lettera inviata ai membri del parlamento europeo di Strasburgo, dibatteva le conseguenze del Trattato di Maastricht, visto dallo studioso come l'inizio di «un processo di disgregazione degli Stati nazionali» che avrebbe condotto alla dissoluzione dell'Unione europea poiché quest'ultima, secondo de Mattei, «non può prescindere dagli Stati nazionali, che ne costituiscono l'ossatura». Nella lettera paventava tra l'altro un esproprio della sovranità monetaria e la conquista da parte degli immigrati delle strutture politiche europee.

### Contro il riscontro neurologico della morte cerebrale
Nel 2006, ha curato la pubblicazione del libro Finis Vitae. La morte cerebrale è ancora vita, intervenendo nel dibattito sulla morte cerebrale, schierandosi con altri studiosi, fra cui Robert Spaemann e Joseph Seifert, che contestano la definizione di morte legale fondata su di un riscontro strettamente neurologico.

### Contro l'evoluzionismo
Nel 2009 ha promosso un workshop internazionale in occasione del bicentenario della nascita di Charles Darwin, svoltosi presso la sede centrale del CNR. Gli atti dell'incontro sono stati pubblicati, con contributo finanziario del CNR, nel libro Evoluzionismo. Il tramonto di una ipotesi. A causa di queste sue vedute antievoluzioniste, parte del mondo scientifico espresse perplessità sull'opportunità che continuasse a ricoprire l'incarico di vicepresidente di un'istituzione scientifica; il clamore suscitato da tale vicenda spinse lo stesso presidente del CNR, Luciano Maiani, a diramare un comunicato ufficiale a nome dell'Istituto in cui sosteneva che «il volume» non esprimeva «la voce ufficiale del CNR», pur ribadendo «il carattere aperto della ricerca intellettuale» e la sua «personale contrarietà a ogni forma di censura delle idee».
Il dibattito coinvolse presto, oltre allo stesso de Mattei, anche altri intellettuali. Interventi in sua difesa apparirono sulle pagine di diversi quotidiani mentre su altri si dette spazio a posizioni secondo cui le teorie del convegno "non <avrebbero> nulla a che vedere con la ricerca scientifica". Il fisico Nicola Cabibbo, presidente della Pontificia accademia delle scienze, criticò l'iniziativa di de Mattei.
De Mattei ha ribadito la sua posizione, secondo cui «l'esistenza personale di Adamo ed Eva fa parte del magistero della Chiesa. Questa», secondo de Mattei sarebbe «una delle tante ragioni per cui un cattolico non può accettare le teorie di Darwin». La controversia ha suscitato l'attenzione della comunità scientifica internazionale. Secondo l'American Association for the Advancement of Science il CNR stava suscitando dei titoli di giornale sgraditi a causa del supporto ad un libro favorevole alla tesi creazionista. In un'intervista rilasciata a la Repubblica nell'aprile 2011 de Mattei ha sostenuto che Il Paradiso terrestre è esistito davvero.

### Contro l'omosessualità
In un intervento sull'emittente cattolica Radio Maria (gennaio 2011), il professor de Mattei ha letto e commentato un brano dello scrittore cristiano Salviano di Marsiglia, in cui l'autore del V secolo sosteneva che l'Impero romano fosse stato punito da Dio per mezzo delle invasioni barbariche anche a causa del supposto dilagare dell'omosessualità. Nel testo letto da de Mattei si affermava che «Un'unica prostituta fa fornicare molti uomini; e lo stesso succede con l'abominevole presenza di pochi invertiti: infettano un bel po' di gente». Il professor de Mattei, dopo aver richiamato il paragone compiuto da Benedetto XVI il 20 dicembre 2010 tra la crisi della società contemporanea e il tramonto dell'Impero romano, ha espresso il parere che occorra meditare sulle parole di Salviano perché anche noi vivremmo in un'epoca in cui i peggiori vizi vengono alimentati dai mass media e addirittura vengono iscritti nelle leggi come diritti umani. Dio non si disinteressa di quanto accade nella storia. Ogni male deve avere il suo castigo..
L'intervento ha suscitato le critiche di associazioni omosessuali e di altri storici. Secondo Lellia Cracco Ruggini, professore emerito di Storia romana, l'intervento di de Mattei non avrebbe alcuna attendibilità sul piano storico e si richiamerebbe piuttosto a tesi storiografiche di fine Ottocento. Nel 2015 ha curato l'edizione italiana del Liber Gomorrhianus di Pier Damiani.

### La "storia mai scritta" del Concilio Vaticano II
Nel libro Il Concilio Vaticano II. Una storia mai scritta (2010) la critica del professor de Mattei si rivolge a quei personaggi che, a suo parere, avrebbero potuto arginare quella che egli considera un'ondata "progressista" in seno alla Chiesa cattolica e non lo fecero; de Mattei parla di "deriva" della Chiesa post-conciliare, e la attribuisce a fattori quali l'influsso della cosiddetta «teologia progressista» (che trova tra i suoi esponenti lo svizzero Hans Küng). Ciò è valso a de Mattei l'accostamento - da parte del vaticanista di Europa Massimo Faggioli - alle posizioni sostenute dai lefebvriani. Anche lo storico Alberto Melloni, dalle colonne del Corriere della Sera, ha rivolto critiche all'opera di de Mattei, pur definendolo come «l'intellettuale più fine del tradizionalismo italiano.
Altre critiche sono state mosse da parte del sociologo e giornalista cattolico Massimo Introvigne su Avvenire, dal vaticanista Andrea Tornielli su Il Giornale e da Monsignor Agostino Marchetto su L'Osservatore Romano. Il libro ha invece riscosso gli apprezzamenti di osservatori di area tradizionalista come Francesco Agnoli, Mario Palmaro ed Alessandro Gnocchi.
Il libro ha ricevuto nel 2011, dal Pen Club Italiano, la candidatura a vincitore, per l'ambito saggistica, del Premio Pen 2011. Sempre nel 2011, ha ricevuto inoltre la candidatura a vincitore, per la sezione storico-scientifica, del Premio Acqui Storia, che l'autore si è successivamente aggiudicato nel mese di ottobre.

### Appello al papa contro gli incontri interconfessionali di Assisi
All'inizio del 2011, si è reso autore, insieme ad altri studiosi, di un appello a papa Benedetto XVI affinché questi impedisca che l'incontro interconfessionale promosso per ottobre ad Assisi, sulla scia di quelli organizzati in passato nel 1986 e nel 2002, possa ingenerare confusioni tra la «vera religione» e altre visioni del mondo. Si teme, secondo de Mattei e gli altri firmatari, soprattutto, la possibilità di avallare, sia pure involontariamente, qualsiasi idea di relativismo che dovesse scaturire dalla presentazione sullo stesso piano di qualsivoglia religione in un consesso ecumenico.
Contrarietà all'incontro di Assisi è stata espressa anche dal Superiore della Fraternità Sacerdotale San Pio X, Monsignor Bernard Fellay. Il vaticanista de Il Giornale, Andrea Tornielli, e quello del Corriere della Sera, Alberto Melloni, criticarono l'iniziativa dei firmatari dalle pagine delle rispettive testate. In particolare l'intervento di Melloni suscitò la reazione dei firmatari, sempre dalle pagine de Il Foglio.

### Interpretazione delle catastrofi naturali
Il 16 marzo 2011 il professor de Mattei ha tenuto un intervento di carattere teologico-filosofico a Radio Maria in merito al terremoto del 2011 in Giappone, intervento che ha suscitato un gran numero di polemiche, prese di posizione e distinguo a causa dell'interpretazione di de Mattei secondo cui le catastrofi naturali possono essere, e talora sono esigenza della giustizia di Dio e secondo cui per i bimbi innocenti morti nella catastrofe accanto ai colpevoli si è trattato di un battesimo di sofferenza con cui Dio ha inteso purificare le loro anime.
Tra i numerosi interventi dei media, ricordiamo quelli di Massimo Gramellini, vicedirettore de La Stampa, e di Marcello Veneziani. Il primo ha definito le considerazioni di de Mattei farneticazioni, offensive per qualsiasi credente dotato di un cervello e soprattutto di un cuore., mentre il secondo, dalle colonne de Il Giornale ha invece preso le difese dello studioso, sostenendo che le principali tradizioni religiose del pianeta concordano nel vedere nelle catastrofi naturali un segno divino.
Interpellato a proposito delle sue dichiarazioni da La Stampa de Mattei ha dichiarato: «Ho parlato non come vicepresidente del CNR ma a titolo personale, come cattolico. Ho fatto una riflessione sul mistero del Male partendo da un dato di cronaca. È un mistero indagato da tanti intellettuali, non capisco come ad un cattolico non sia permesso svolgere una posizione articolata. Mi piacerebbe anzi che, come accadde nel Settecento ai tempi di Voltaire, si possa aprire un dibattito e parlare delle origini delle catastrofi naturali proponendo anche la posizione della Chiesa su questo punto».
In un comunicato ufficiale, il presidente del CNR, Luciano Maiani, ha sottolineato il «carattere teologico» delle dichiarazioni di de Mattei, affermando poi che «ferma restando la libertà di espressione quale bene garantito dalla nostra Costituzione» il suo intervento non coinvolge «in alcun modo il CNR, che non è stato reso nella sua veste di vicepresidente dell'Ente e che il contesto in cui esso è stato reso è estraneo alle attività e alle finalità del CNR».
De Mattei ha successivamente difeso e ribadito le sue posizioni ed ha affermato che il terremoto che nel 1908 distrusse Messina e Reggio Calabria è stato un segno di una punizione divina, nei confronti di una città profana e che la distruzione di Varsavia, durante la seconda Guerra Mondiale, fu preannunciata alla santa Faustina Kowalska «per i peccati che in essa si commettevano, soprattutto l'aborto».
A tali affermazioni ha risposto padre Raniero Cantalamessa, predicatore della Casa pontificia, nell'omelia alla presenza del Papa Benedetto XVI in Vaticano in occasione della celebrazione della liturgia del Venerdì Santo: Terremoti, uragani e altre sciagure che colpiscono insieme colpevoli e innocenti non sono mai un castigo di Dio. Dire il contrario, significa offendere Dio e gli uomini. Sono però un ammonimento: in questo caso, l'ammonimento a non illuderci che basteranno la scienza e la tecnica a salvarci. Le posizioni di de Mattei in materia dottrinale sono invece state difese dal teologo padre Giovanni Cavalcoli dello Studio Filosofico Domenicano di Bologna. In seguito all'intervento di de Mattei, sul tema è intervenuta anche la rivista dei gesuiti La Civiltà Cattolica con un articolo di padre Giandomenico Mucci dal titolo Lo tsunami in Giappone è un castigo di Dio?, nel quale la rivista non accoglie in pieno la posizione di de Mattei. De Mattei ha raccolto i suoi interventi a Radio Maria nel libro Il mistero del male e i castighi di Dio. Nel novembre 2022, con la casa editrice Fede & Cultura, è stato pubblicato un nuovo volume Dio castiga il mondo? La fede di fronte al mistero del male.

### Allontanamento da Radio Maria e critiche a Papa Francesco
Il professor de Mattei è stato uno dei primi critici di Papa Francesco a cui ha dedicato su Corrispondenza Romana l'articolo dell'11 febbraio 2014 "Motus in fine velocior". Il 14 febbraio successivo, la trasmissione mensile che conduceva su Radio Maria è stata sospesa proprio per la sua posizione critica nei confronti del pontificato di Papa Francesco. Tra le diverse iniziative di critica v'è anche la Correctio Filialis De Haeresibus Propagatis, una lettera di 25 pagine scritta il 16 luglio 2017 e firmata da 40 sacerdoti e studiosi laici cattolici, spedita a Papa Francesco l'11 agosto 2017. In essa si dichiara che il papa, mediante la sua Esortazione Apostolica Amoris laetitia e mediante altre parole, atti e omissioni ad essa collegate, ha sostenuto 7 posizioni eretiche, riguardanti il matrimonio, la vita morale e la ricezione dei sacramenti, e ha causato la diffusione di queste opinioni eretiche nella Chiesa Cattolica.

### Sinodo sulla famiglia
Il 1º marzo 2014, con un articolo su Il Foglio, è intervenuto per primo contro la relazione del cardinale Walter Kasper al Concistoro, pubblicata lo stesso giorno dal quotidiano. Da allora ha seguito la controversia su matrimonio e famiglia nei sinodi del 2014 e 2015 con numerosi articoli su Il Foglio e Corrispondenza romana, parzialmente raccolti in Motus in fine velocior. On Eve of 2015 Synod (Edizioni Fiducia. Roma 2015).

### ManifestazioniAcies Ordinata
Con la Fondazione Lepanto, il professor de Mattei ha organizzato delle manifestazioni denominate Acies Ordinata: le prime a Roma, il 19 febbraio e il 28 settembre 2019, l'ultima a Monaco di Baviera il 18 gennaio 2020. Ad esse hanno aderito diverse personalità del mondo cattolico tradizionale di varie nazionalità. Si tratta di manifestazioni pubbliche della durata di un'ora, dove i partecipanti disposti in modo ordinato pregavano il Rosario in silenzio, concludendo col canto del Credo. Tali manifestazioni sono avvenute alla vigilia di importanti eventi ecclesiastici: il vertice dei presidenti delle Conferenze Episcopali (21 febbraio 2019), il sinodo speciale dei Vescovi per l'Amazzonia (6 ottobre 2019), cammino sinodale dei Vescovi tedeschi (30 gennaio 2020).
All'ultima manifestazione, secondo quanto riportato su Corrispondenza Romana, tra gli altri, hanno partecipato l'Arcivescovo Carlo Maria Viganò, Michael Matt, direttore del giornale americano Remnant (USA); Alexander Tschugguel, il giovane austriaco noto per avere buttato nel Tevere la Pachamama; John-Henry Westen – direttore del blog internazionale LifeSiteNews; John Smeaton – presidente della Society for the Protection of the Unborn Children (UK); la baronessa Hedwig von Beverfoelde, leader pro-life tedesca; la scrittrice tedesca Gabriele Kuby, il conte Peter zu Stolberg; il prof. Thomas Stark, il dott. Thomas Ward, presidente dei medici cattolici inglesi.

### Pandemia di Covid-19
In occasione dell'inizio della pandemia da Covid-19, de Mattei ha avanzato l'ipotesi di una fuga del SARS-CoV-2 dal Laboratorio di Wuhan, dedicando a questo una serie di articoli su Corrispondenza Romana, compendiati in un libro intitolato Le misteriose origini del Coronavirus pubblicato nel 2021 con le Edizioni Fiducia. Si è tuttavia distinto dalle posizioni apertamente anti-vax di una certa area del mondo cattolico tradizionale, pubblicando un libro sulla liceità morale dei vaccini, aderendo dunque alla posizione ufficiale della Chiesa Cattolica in favore della vaccinazione anti-Covid19 espressa dalla Congregazione per la Dottrina della Fede il 21 dicembre 2020.

### Guerra russo-ucraina
Quando ha avuto inizio il conflitto russo-ucraino il 24 febbraio 2022, il professor de Mattei ha assunto una posizione di contrapposizione alla narrativa filo-russa, prendendo le distanze da quegli autori del mondo cattolico tradizionale che si sono schierati a favore di Vladimir Putin, tra i quali l'Arcivescovo Carlo Maria Viganò. La prospettiva di de Mattei riguardo al conflitto non si è limitata ad aspetti geopolitici, ma egli ritiene piuttosto che la chiave di interpretazione di tali eventi drammatici sia quella del messaggio di Fatima, come ha recentemente dichiarato. A tal proposito, il professor de Mattei ha ritenuto valida la Consacrazione, fatta da Papa Francesco il 25 marzo 2022, di Russia ed Ucraina al Cuore Immacolato di Maria secondo il dettame della Madonna nelle apparizioni del 1917 a Fatima.

## Opere
Tra le varie opere di de Mattei si segnalano una biografia di Plinio Corrêa de Oliveira, pensatore brasiliano tra i più attivi esponenti del cattolicesimo tradizionalista del XX secolo, una del pontefice Pio IX, un testo sui rapporti tra cristianesimo e islam, un volume sui movimenti settari ed ereticali del XVI secolo e un saggio di critica alla negazione delle «radici cristiane» dell'Europa, e una storia del Concilio Vaticano II tradotta in otto lingue. Nel 2018 ha pubblicato il romanzo storico Trilogia romana.

### Autore
- Omaggio a Charles Maurras nel 20. anniversario della morte, Roma, G. Volpe, 1972.
- La società tradizionale, Roma, G. Volpe, 1972.
- L'italia cattolica e il nuovo concordato, Roma, Centro culturale Lepanto, 1985.
- 1900-2000 - Due sogni si succedono: la costruzione la distruzione, Roma, Edizioni Fiducia, 1988, ISBN 9788886387002. Tradotto in francese nel 1993, L'Age d'Homme, ISBN 978-28-2510-398-2.
- Il crociato del secolo XX. Plinio Corrêa de Oliveira, Milano, Piemme, 1996, ISBN 9788838426438. Tradotto nel 1997 in portoghese, I edizione: Civilização, ISBN 972-26-1433-9, II edizione: Artpress Editora, 2015, ISBN 978-85-7206-240-4; in francese, L'Age d'Homme, ISBN 9782825110225; in spagnolo, Encuentro Ediciones, ISBN 9788474904574; in inglese, Gracewings, 1998, ISBN 0-85244-473-7; in tedesco, TFP, 2004, ISBN 3-9501846-0-0; in polacco, Piotra Skargi, 2004, ISBN 83-89591-06-5.
- Alta Ruet Babylon. L'Europa settaria del Cinquecento. Lineamenti storici e problemi ecclesiologici, Milano, Istituto di Propaganda Libraria, 1997, ISBN 88-7836-429-0. Seconda edizione A sinistra di Lutero. Sette e movimenti religiosi nell'Europa del '500, Roma, Città Nuova, 1999, ISBN 88-311-0326-1. Terza edizione, Solfanelli, Chieti, 2017, ISBN 978-88-7497-667-6.
- Pio IX, Milano, Piemme, 2000, ISBN 88-384-4893-0. Tradotto in portoghese, Civilização, 2000, ISBN 972-26-1910-1 e in inglese, Gracewing, 2003, ISBN 0-85244-605-5.
- La souveraineté nécessaire. Réflexions sur la déconstruction de l’Etat et ses conséquences pour la société, Paris, Editions François-Xavier de Guibert, 2000. Tradotto in italiano, il Minotauro, 2001, ISBN 978-88-8073-060-6 e in portoghese, Civilização, 2002, ISBN 972-26-2077-0. Seconda edizione, I libri del Borghese, 2019, ISBN 978-88-7557-611-0.
- Quale papa dopo il papa, Milano, Piemme, 2002, ISBN 883846524X.
- Guerra santa guerra giusta. Islam e Cristianesimo in guerra, Milano, Piemme, 2002, ISBN 88-384-6980-6. Tradotto in portoghese, Civilização, 2002, ISBN 972-26-1686-2 e in inglese, Chronicles Press/The Rockford Institute, 2007, ISBN 978-0972061650.
- L'identità culturale come progetto di ricerca, Roma, Liberal Edizioni, 2004.
- La “Biblioteca dell’amicizia”. Repertorio critico della cultura cattolica nell'epoca della Rivoluzione 1770-1830, Napoli, Bibliopolis, 2005, ISBN 88-7088-487-2.
- De Europa. Tra radici cristiane e sogni postmoderni, Firenze, Le Lettere, 2006, ISBN 88-6087-002-X.
- La dittatura del relativismo, Chieti, Solfanelli, 2007, ISBN 88-89756-26-8. Tradotto in portoghese, Civilização, 2008, ISBN 978-972-26-2738-2; in polacco, Warszawa, 2009, ISBN 978-83-61344-06-3 e in francese, Muller Edition, 2011, ISBN 978-2-904255-92-2.
- Il CNR e le Scienze Umane. Una strategia di rilancio, Roma, Consiglio Nazionale delle Ricerche, 2008, ISBN 88-89756-26-8.
- La liturgia della chiesa nell'epoca della secolarizzazione, Roma, Solfanelli, 2009, ISBN 978-88-89-75659-1.
- Turchia in Europa. Beneficio o catastrofe?, Milano, SugarCo, 2009, ISBN 978-88-71-98573-2. Tradotto in inglese, Gracewing, 2009, ISBN 978-0-85244-732-1; in tedesco, Resch Verlag, 2010, ISBN 978-3-935197-95-3 e in polacco, Piotra Skargi, 2010, ISBN 978-83-88739-26-2.
- Il Concilio Vaticano II. Una storia mai scritta, Torino, Lindau, 2010, ISBN 88-7180-894-0. Tradotto in tedesco, Sarto Verlag, 2011, ISBN 978-3-96406-011-2; in portoghese, Ambientes & Costumes, 2012, ISBN 978-85-61749-36-1; in polacco, Centrum Kultury i Tradycji, 2012, ISBN 978-83-935242-1-1; in inglese, Loreto Publications, ISBN 9781622920020; in francese, Muller Editions, 2013, ISBN 9791090947122; in spagnolo, Homo Legens, 2018, ISBN 9788417407124; in slovacco, Nadácia Slovakia Christiana, 2019, ISBN 9788097259761. Premio Acqui-Storia 2013.
- Il mistero del male e i castighi di Dio, Verona, Fede & Cultura, 2011, ISBN 978-88-64-09110-5.
- Apologia della tradizione, Torino, Lindau, 2011, ISBN 978-88-7180-950-2. Tradotto in portoghese, Ambientes & Costumes, 2013, ISBN 978-85-61749-37-8; francese, Editions de Chiré, 2017, ISBN 9782851901880; tedesco, Grignon Verlag, 2018, ISBN 978-3-932085-67-3; in spagnolo, Dufourq y Viano, 2018, ISBN 978-987-42-6940-9 e in inglese, Angelus Press, 2019, ISBN 9781949124033.
- L'Euro contro l'Europa. Vent'anni dopo il Trattato di Maastricht (1992-2012), Roma, Solfanelli, 2012, ISBN 978-88-74-97752-9.
- Pio IX e la rivoluzione italiana, Siena, Cantagalli, 2012, ISBN 978-88-82-72763-5.
- La Chiesa fra le tempeste. Il primo millennio di storia della Chiesa nelle conversazioni a Radio Maria, Milano, Sugarco Edizioni, 2012, ISBN 978-88-7198-643-2. Tradotto in francese, Le Drapeau blanc, 2017, ISBN 979-10-93228-09-9 e in inglese, Calx Mariae Publishing, 2022, ISBN 978-1-8384785-3-7.
- Vicario di Cristo. Il primato di Pietro tra normalità ed eccezione, Verona, Fede e Cultura, 2013, ISBN 978-88-64-09199-0.
- Il Ralliement di Leone XIII. Il fallimento di un progetto pastorale, Firenze, Le Lettere, 2014, ISBN 978-88-6087-865-6. Tradotto in francese, Les Editions du Cerf, 2016, ISBN 978-2-204-10555-2.
- Motus in fine velocior. On Eve of 2015 Synod, Roma, Edizioni Fiducia, 2015, ISBN 978-88-86387-12-5.
- Europa cristiana risvegliati, Roma, Lepanto, 2015.
- Plinio Corrêa de Oliveira. Apostolo di Fatima. Profeta del Regno di Maria, Roma, Fiducia, 2017, ISBN 978-88-86-38713-2. Tradotto in portoghese nel 2015, Artpress Editora, ISBN 978-85-7206-240-4 e in inglese, Preserving Christian Publications Inc., 2019, ISBN 978-0-9840139-8-2.
- La Chiesa fra le tempeste. Vol. 2: Dal Medioevo alla Rivoluzione francese, Milano, Sugarco, 2018, ISBN 978-88-71-98736-1.
- Trilogia romana, Roma, Solfanelli, 2018, ISBN 978-88-33-05079-9.
- La critica alla rivoluzione nel pensiero di Augusto Del Noce, Firenze, Le Lettere, 2019, ISBN 978-88-9366-1157.
- Love for the Papacy and Filial Resistance to the Pope in the History of the Church, Brooklyn, NY, Angelico Press, 2019, ISBN 978-1-62138-455-7.
- L’Isola misteriosa, Chieti, Solfanelli, 2020, ISBN 978-88-3305-220-5.
- Pio V. Storia di un papa santo, Torino, Lindau, 2021, ISBN 978-88-3353-567-8. Tradotto in inglese nel 2021, Sophia Institute Press ISBN 978-1-64413-461-0.
- Sulla liceità morale della vaccinazione, Roma, Edizioni Fiducia, 2021, ISBN 978-1-8384785-0-6. Tradotto con il medesimo editore e nel medesimo anno in inglese, ISBN 978-88-86387-27-9; in portoghese ISBN 978-88-86387-26-2; in tedesco, ISBN 978-88-86387-30-9 e francese, ISBN 978-88-86387-29-3.
- Punishment or Mercy? The divine hand in the age of the coronavirus, Londra, Calx Mariae Publishing, 2021, ISBN 978-1-8384785-0-6.
- Le misteriose origini del coronavirus, Roma, Edizioni Fiducia, 2021, ISBN 978-88-86387-323. Tradotto in francese, Editions David Reinharc, ISBN 9782493575180.
- I sentieri del male. Congiure, cospirazioni, complotti, Milano, Sugarco Edizioni, 2022, ISBN 978-88-7198-799-6.
- Breve Trattato sulla Divina Provvidenza, Roma, Edizioni Fiducia, 2022, ISBN 978-88-86387-36-1.
- I padrini dell'Italia rossa, Chieti, Solfanelli, 2022, ISBN 978-88-3305-408-7.
- Dio castiga il mondo? La fede di fronte al mistero del male, Verona, Fede & Cultura, 2022, ISBN 9791254780329.
- The Meaning of God’s Providence in Our Lives, Manchester, Sophia Institute Press, 2023, ISBN 978-1644139554.
- Le Pape François. Bilan de dix ans de pontificat, Orthez, Godefroy de Bouillon, 2023, ISBN 978-2841914241.
- The Pathways of Evil. Congiure, Conspiracy, and Plots, Manchester, Sophia Institute Press, 2024, ISBN 978-1644139424.
- Infelix Austria? Una risposta al prof. Paolo Pasqualucci, Chieti, Solfanelli, 2024, ISBN 978-8833055220.
- Merry del Val. Il cardinale che servì quattro papi, Milano, Sugarco, 2024, ISBN 9788871988269.

### Curatore
- Finis Vitae. Is Brain Death Still Life?, Soveria Mannelli, CNR-Rubbettino, 2006. Tradotto in italiano, Rubbettino, 2007, ISBN 978-88-498-2026-3.
- Evoluzionismo. Il tramonto di una ipotesi, Siena, Cantagalli, 2009, ISBN 88-8272-500-6.
- Il primo schema sulla famiglia e sul matrimonio del Concilio Vaticano II, Roma, Edizioni Fiducia, 2015, ISBN 9788886387118.
- Depositum Custodi, Roma, Edizioni Fiducia, 2018, ISBN 978-88-86-38715-6.
- Vecchio e nuovo modernismo. Radici della crisi nella Chiesa, Roma, Edizioni Fiducia, 2018, ISBN 978-88-86387-18-7.